# Alfredo Copello
Alfredo Copello (født 15. marts 1903) var en argentinsk bokser som deltog i de olympiske lege 1924 i Paris.
Copello vandt en sølvmedalje i boksning under Sommer-OL 1924 i Paris. Han fik en tredje plads i vægtklassen letvægt .Der var 30 boksere fra 22 lande i vægtklassen. Copello tabte i finalen til Hans Jacob Nielsen fra Danmark.